# Obolcola pallida
Obolcola pallida là một loài bướm đêm trong họ Geometridae.